# Ochyrotica
Ochyrotica là một chi bướm đêm thuộc họ Pterophoridae và only genus in the phân họ Ochyroticinae.

## Các loài
- Ochyrotica africana (Bigot, 1969)
- Ochyrotica bjoernstadti Gielis, 2008
- Ochyrotica borneoica Gielis, 1988
- Ochyrotica breviapex Gielis, 1990
- Ochyrotica buergersi Gaede, 1916
- Ochyrotica celebica Arenberger, 1988
- Ochyrotica concursa (Walsingham, 1891)
- Ochyrotica connexiva (Walsinham, 1891)
- Ochyrotica cretosa (Durrant, 1916)
- Ochyrotica diehli Arenberger, 1997
- Ochyrotica fasciata Walsingham, 1891
- Ochyrotica gielisi Arenberger, 1990
- Ochyrotica javanica Gielis, 1988
- Ochyrotica koteka Arenberger, 1992
- Ochyrotica kurandica Arenberger, 1988
- Ochyrotica mexicana Arenberger, 1990
- Ochyrotica misoolica Gielis, 1988
- Ochyrotica moheliensis Gibeaux, 1994
- Ochyrotica placozona Meyrick, 1921
- Ochyrotica pseudocretosa Gielis, 1991
- Ochyrotica rufa Arenberger, 1987
- Ochyrotica salomonica Arenberger, 1991
- Ochyrotica taiwanica Gielis, 1990
- Ochyrotica toxopeusi Gielis, 1988
- Ochyrotica yanoi Arenberger, 1988